# Myra Strober
 Myra H. Strober (nascida c. 1940) é professora emérita de educação da Stanford Graduate School of Business, em Stanford, Califórnia, EUA. Myra faz faz parte do conselho editorial da revista científica Feminist Economics, e foi presidente da International Association for Feminist Economics (IAFFE) de 1997 a 1999.

## Formação
Myra Strober diplomou-se em 1962 na Cornell University School of Industrial and Labor Relations. Em 1965, obtém o grau de mestre em economia pela Universidade Tufts e em 1969 obtém o grau de doutor em economia no MIT.

## Vida pessoal
Strober foi casada com o também professor da Faculdade de Medicina da Universidade de Stanford, Samuel Strober, com quem teve dois filhos. Mais tarde, casou-se com o psiquiatra Jay M. Jackman com quem viveu até sua morte, em janeiro de 2022.